# 中途之家 (加利福尼亞州)
中途之家（英語：Halfway House）是位於美國加利福尼亞州克恩縣的一個非建制地區。該地的面積和人口皆未知。

## 地理
中途之家的座標為35°35′23″N 118°57′37″W / 35.58972°N 118.96028°W，而該地的平均海拔高度為341米（即1119英尺）。